# Katarzyna Pawłowska
Katarzyna Pawlowska (n. 16 august 1989, Ostrów Wielkopolski, voievodatul Polonia Mare, Polonia), cunoscută, de asemenea, sub numele de Kasia Pawłowska, este o ciclistă poloneză pe șosea și velodrom. Ea a câștigat cursa feminină de scratch de la UCI Campionatele Mondiale de Ciclism pe Velodrom în 2012 și 2013 și a concurat pentru țara sa în cursa de la Olimpiada de Vară din 2012, terminând pe locul 11.